# Šostýn

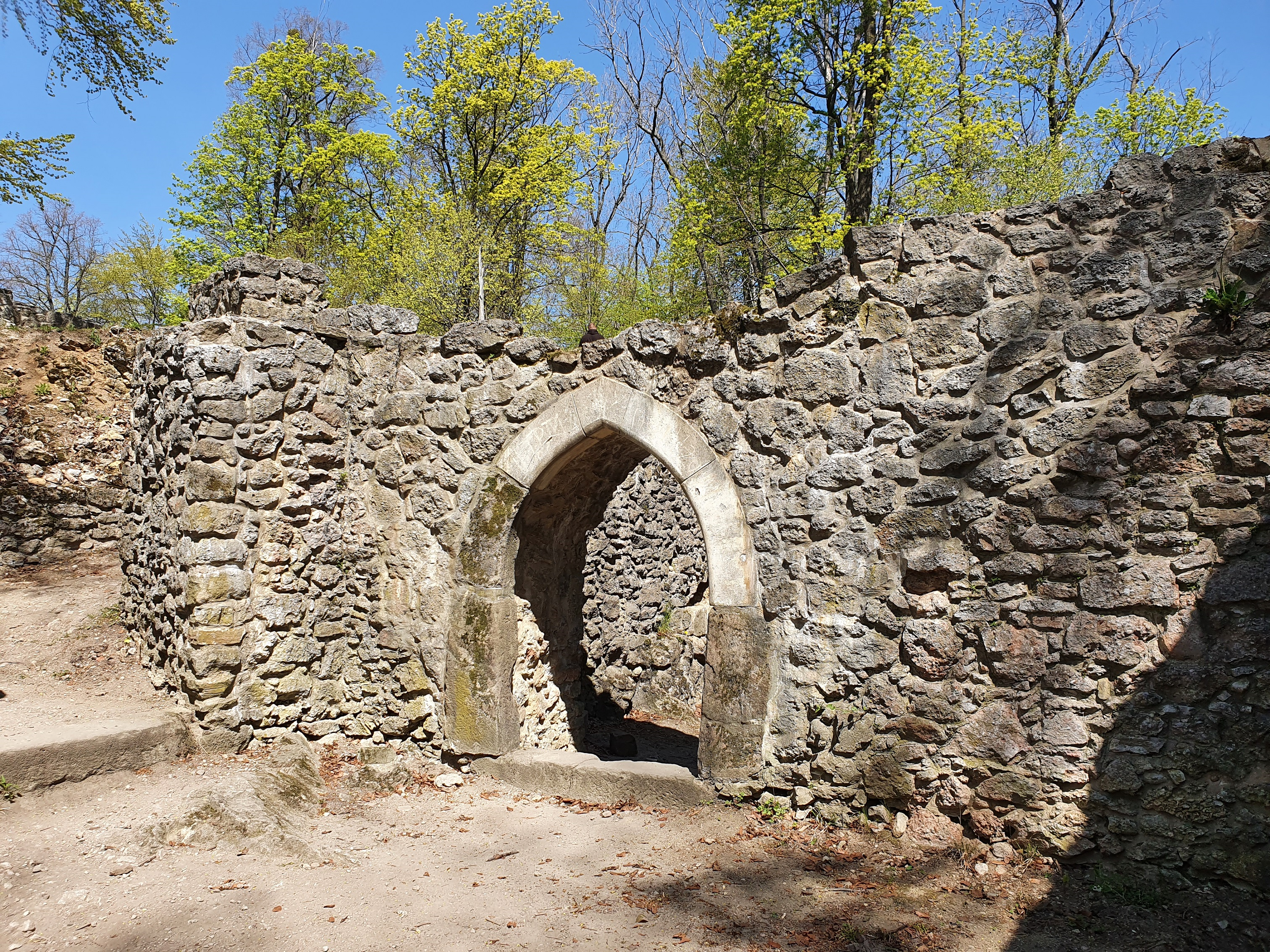

Šostýn es la ruina del castillo en la ciudad Kopřivnice en la  Región de Moravia-Silesia. El castillo fue construido a finales del siglo XIII, la primera mención data del año 1347. Tras el año 1400 fue la sede de caballeros ladrones, desde el siglo XV fue abandonado.
- Datos: Q849898
- Multimedia: Šostýn / Q849898